# لک تاندون
لک تاندون (انگلیسی: Lekh Tandon; زاده ۱۳ فوریهٔ ۱۹۲۹ – درگذشته ۱۵ اکتبر ۲۰۱۷) بازیگر و کارگردان فیلم اهل هند بود.
وی همچنین برندهٔ جوایزی همچون جایزه فیلم‌فیر بهترین فیلمنامه شده‌است.

## فیلم‌شناسی

### کارگردان
- Phir Ussi Mod Par (2018)
- Do Rahain (1997)
- Uttarayan (1985)
- اگر آنجا نبودی (۱۹۸۳)
- Doosri Dulhan (1983)
- Sharada (1981)
- یک‌بار بگو (۱۹۸۰)
- Dulhan Wahi Jo Piya Man Bhaaye (1977)
- Andolan (1975)
- آنجا که عشق یافت می‌شود (۱۹۶۹)
- شاهزاده (۱۹۶۹)
- آسمان‌ها تعظیم کردند (1968)
- آمپرالی (۱۹۶۶)
- پروفسور (۱۹۶۲)

### بازیگر
- سرزمین مادری
- معما
- زعفرانی رنگش کن
- صدایت را بالا ببر
- Chaarfutiya Chhokare
- قطار چنای